# تپه گورینگان ۳
تپه گورینگان ۳ مربوط به سدهٔ ۸–۶ ه.ق است و در شهرستان پیرانشهر، بخش لاجان، دهستان لاهیجان غربی، روستای توان واقع شده و این اثر در تاریخ ۲۵ آبان ۱۳۸۷ با شمارهٔ ثبت ۲۳۵۴۵ به‌عنوان یکی از آثار ملی ایران به ثبت رسیده است.